# CPLX2
CPLX2‏ (Complexin 2) هوَ بروتين يُشَفر بواسطة جين CPLX2 في الإنسان.